# Forte romano di Carpow
Il forte romano di Carpow era situato nella confluenza dei fiumi Tay ed Earn in Scozia. L'attuale sito archeologico si trova nella frazione di Carpow, situata a Perth e Kinross, in Scozia.
Era una grande fortezza con un'area di 30 acri (120 000 m²) occupata da due legioni in tempi diversi, Legio II Augusta e Legio VI Victrix, e per cui di costruzione solida e permanente utilizzando pietra, mattoni e tegole.
Il forte fu occupato dalla fine del II secolo d.C. fino all'inizio del III secolo d.C.. Non sono stati ancora completati gli scavi del sito del forte, ma si ritiene che sia servito come deposito di rifornimenti navali per le forze romane nelle pianure centrali scozzesi. La sua occupazione coincise anche con le campagne di Settimio Severo nella area.
Tuttavia, la sua posizione sul lato meridionale dell'estuario del fiume Tay è incompatibile con il suo uso come base per le operazioni offensive di Settimo Severo a nord e, insieme ad altre prove, è più probabile che la fortezza sia stata costruita sotto Commodo nel 185 per sostenere la sua campagne.
È stato suggerito che il forte di Carpow fosse il luogo chiamato "Horrea Classis" o "Poreo Classis" nella cosmografia di Ravenna.

## Posizione
Il forte di Carpow era situato su una pianura costiera sulla sponda meridionale del fiume Tay, a circa un chilometro ad est della confluenza fra il fiume Tay ed il fiume Earn. Il Firth of Tay si trovava ad est del forte e forniva l'accesso al Mare del Nord.
Nel periodo rima dell'occupazione del forte era stato costruito il sistema di fortificazioni di Gask Ridge che si trovava più a nordovest. Durante l'epoca dell'occupazione del forte, il Vallo Antonino si trovava a sud e le vicinanze erano abitate dalle popolazioni indicate nelle fonti romane come Caledoni. Nei decenni successivi i Romani si sarebbero riferiti alla popolazione locale come Pitti. L'importante sito dei Pitti di Clatchard Craig si trovava immediatamente ad est del forte di Carpow.

## Descrizione del sito moderno
L'attuale Carpow è un borgo rurale, composto da diverse residenze, immediatamente ad est della foce del fiume Earn. Il forte è parzialmente oscurato da questi edifici e l'unico resto visibile è il suo bastione settentrionale. Questo sopravvive come un crinale di circa 1,6 m di altezza.
Altre strutture possono essere individuate dalle conformazioni del suolo (crop mark). Includono l'intero profilo quadrilatero dei bastioni del forte ed i resti di un edificio che sembra essere stato un tipico quartier generale militare romano noto come "principia".

## Scavi archeologici
Gli scavi archeologici sono stati condotti nel sito del forte di Carpow tra il 1964 ed il 1979. Questi scavi hanno portato alla luce prove numismatiche che suggerivano che il forte fosse stato occupato tra la fine del II secolo d.C. e l'inizio del III secolo d.C. La prima moneta trovata, pesantemente consumata, risaliva al dominio di Adriano. L'ultima moneta ritrovata era in condizioni pari al nuovo e datata al regno di Caracalla.
Gli scavi hanno individuato anche un Principia, un Pretorio, uno stabilimento termale ed un granaio. Iscrizioni della Legio II Augusta e della Legio VI Victrix sono state trovate rispettivamente su frammenti di muratura e su un tettuccio.

## Identificazione con Horrea Classis
La Cosmografia di Ravenna, un testo geografico bizantino realizzato a Ravenna intorno all'VIII secolo d.C., nomina un sito chiamato "Horrea Classis" o "Poreo Classis", che sembra essere situato nelle pianure orientali della Scozia.
"Poreo Classis" non ha significato e quindi sembra rappresentare un errore di scrittura, anche se potrebbe essere stata una versione latinizzata di un nome di luogo britannico preesistente che potrebbe spiegare meglio l'elemento del nome moderno "Pow".
"Horrea Classis", tuttavia, può essere tradotto dal latino come "Magazzini navali".
Diversi commentatori hanno ipotizzato che il forte di Carpow, con il suo ambiente marittimo ed il grande granaio, fosse identificabile con "Horrea Classis".